# Mon âme est une infante
Mon âme est une infante est une mélodie pour voix et piano de Nadia Boulanger composée en 1906 sur un poème d'Albert Samain.

## Présentation
Mon âme est une infante, ou simplement « Mon âme », est composé du 29 août au 1er septembre 1906. La mélodie est écrite sur un poème d'Albert Samain extrait du recueil Au jardin de l'Infante (Paris, Mercure de France, 1893).
L'incipit de l'œuvre est : « Mon âme est une infante en robe de parade ».
Le manuscrit autographe est conservé à la Fondation internationale Nadia et Lili Boulanger et porte en page de titre la date « 29 août — 1er septembre 1906 / Gargenville ».
Longtemps inédite, la partition est publiée par Alphonse Leduc en 2020 au sein du recueil Mélodies pour voix moyenne, vol. 3 (AL 30 866).
Mon âme est une infante est d'une durée moyenne d'exécution de six minutes trente environ.

## Analyse
Pour la musicienne et musicologue Anne de Fornel, Mon âme est une infante figure, avec les autres partitions composées en 1906 sur des textes d'Albert Samain, Élégie, Versailles, Ilda et Mon cœur, « parmi les mélodies les plus touchantes de [la] production » de Nadia Boulanger.
Pour Pauline Lambert, l'œuvre est « d'une grande sensualité, tant littéraire que musicale, et la voix déclame avec beaucoup de souplesse les alexandrins ». L'animatrice sur les ondes de Radio Classique relève que la compositrice, bien qu'âgée de dix-neuf ans, « fait acte de maturité en supprimant trois strophes qui relèvent davantage de l'anecdote. Ainsi resserré, le poème raconte l'attente, la résignation et le deuil d'une infante dans un palais déserté, qui soupire et s'enivre de poésie, de souvenirs et écoute au loin les échos de la vie ».
Dans le catalogue des œuvres de Nadia Boulanger établi par la musicologue Alexandra Laederich, Mon âme porte le numéro NB 15.

## Discographie
- Sisters : Lili & Nadia Boulanger, Complete Piano Works, Karine Deshayes (mezzo-soprano) et Johan Farjot (piano), Klarthe, 2021 — premier enregistrement mondial[7].
- Les heures claires : The Complete Songs : Nadia & Lili Boulanger, Lucile Richardot (mezzo-soprano) et Anne de Fornel (piano), Harmonia Mundi HMM 902356.58, 3 CD, 2023[8].